# Ludwig Philipp Hahn
Pour les articles homonymes, voir Hahn.
Ludwig Philipp Hahn est un poète tragique allemand né à Trippstadt, dans le Palatinat, en 1746, et mort en 1814.

## Biographie
Il fut secrétaire des finances et référendaire des comptes à Deux-Ponts. Il a donné quelques tragédies qui, selon le dictionnaire Bouillet malgré l'irrégularité du plan, sont remarquables par l'énergie du style, la hardiesse des portraits et la sublimité des pensées dont: la Rébellion de Pise, 1776; Robert de Hohenecken, 1778.